# به سوی تاریکی (فیلم)
به سوی تاریکی (انگلیسی: Into the Dark) فیلمی در ژانر معمایی و مهیج به کارگردانی مارک ادوین رابینسون است که در سال ۲۰۱۲ منتشر شد. از بازیگران این فیلم می‌توان به میشا بارتون، رایان اگولد و لیه پایپس اشاره کرد.

## بازیگران
- میشا بارتون در نقش سوفیا مونت
- رایان اگولد در نقش آدام هانت
- لیه پایپس در نقش آسترید
- جس مارتین در نقش سم
- جان روبنشتاین در نقش دکتر توماس
- ملیندا کوهن در نقش پنی
- جیم تویی در نقش افسر میسون
- فرانک اشمور در نقش آقای کارتر